# Oliver P. Smith
Oliver Prince Smith (Menard, 26 de outubro de 1893 – Los Altos, 25 de dezembro de 1977) foi um general do Corpo de Fuzileiros Navais dos Estados Unidos e um veterano altamente condecorado da Segunda Guerra Mundial e da Guerra da Coréia. Ele ficou famoso por seu comando da 1ª Divisão de Fuzileiros durante a batalha de Chosin Reservoir, onde ele teria dito: "Retirada? O diabo isso! Nós não estamos recuando, nós só estamos avançando em outra direção." Ele se aposentou como um General de Quatro Estrelas, posto que ganhou devido ao "heroísmo" de sua liderança em combate.